# Peninjoan
Peninjoan is een bestuurslaag in het regentschap Bangli van de provincie Bali, Indonesië. Peninjoan telt 7842 inwoners (volkstelling 2010).